# Diadegma parviforme
Diadegma parviforme là một loài tò vò trong họ Ichneumonidae.